# Сент-Олбанс (Вермонт)
Сент-Олбанс (англ. St. Albans) — місто (англ. town) в США, в окрузі Франклін штату Вермонт. Населення — 6988 осіб (2020).

## Демографія
Згідно з переписом 2010 року, у місті мешкало 5999 осіб у 2277 домогосподарствах у складі 1602 родин. Було 2792 помешкання
Расовий склад населення:
| - 95,9 % — білих - 0,8 % — чорних або афроамериканців - 0,7 % — корінних американців - 0,5 % — азіатів |

До двох чи більше рас належало 1,9 %. Частка іспаномовних становила 1,3 % від усіх жителів.
За віковим діапазоном населення розподілялося таким чином: 22,6 % — особи молодші 18 років, 60,3 % — особи у віці 18—64 років, 17,1 % — особи у віці 65 років та старші. Медіана віку мешканця становила 42,6 року. На 100 осіб жіночої статі у місті припадало 89,5 чоловіків;  на 100 жінок у віці від 18 років та старших — 84,0 чоловіків також старших 18 років.
Середній дохід на одне домашнє господарство  становив 78 138 доларів США (медіана — 61 226), а середній дохід на одну сім'ю — 96 815 доларів (медіана — 85 519). Медіана доходів становила 57 119 доларів для чоловіків та 41 967 доларів для жінок. За межею бідності перебувало 8,1 % осіб, у тому числі 4,0 % дітей у віці до 18 років та 13,0 % осіб у віці 65 років та старших.
Цивільне працевлаштоване населення становило 3066 осіб. Основні галузі зайнятості: освіта, охорона здоров'я та соціальна допомога — 26,0 %, виробництво — 18,6 %, роздрібна торгівля — 13,3 %, публічна адміністрація — 11,8 %.